# 京急ステーションサービス
株式会社京急ステーションサービス（けいきゅうステーションサービス）は、かつて存在した東京都港区に本社を置く京浜急行電鉄の完全子会社。京浜急行電鉄の現業子会社として、駅業務の受託運営（ステーションサービス）を行っていた。京急グループに属する。
2005年7月1日設立。2017年10月16日付で、親会社である京浜急行電鉄へ吸収合併されて消滅した。

## 概要
2001年設立の京急ステーションコマース（旧商号：京急ステーションサービス）とは別法人である。
2005年の（新）京急ステーションサービス設立と同時に、（旧）京急ステーションサービスから駅業務の受託事業を移管された。同日付で（旧）京急ステーションサービスは京急ステーションコマースに商号変更し、駅売店・駅ナカ商業施設の運営に専念することとなった。
駅業務を行う駅員のうち、運転取扱を行う信号扱所の社員は分社化当時においても京急本体の直轄であったが、改札業務、ホームでの安全確認、駅構内での案内業務については当社が担当していた。一部の駅では駅運転取扱責任者の資格を持った当社の社員が信号操作を行っていた。社員の中には京浜急行電鉄本社からの出向者も存在した。
分社化後は、京浜急行電鉄本体では鉄道現業部門の社員採用を直接行っておらず、車掌等はすべて当社の社員として実績のある者から選抜して採用を行い、乗務員登用試験合格後に京浜急行電鉄本社へ転籍する形となっていた。
また、駅売店「京急ステーションストア」の横須賀地区を中心とした一部店舗では、駅員が売店業務を兼務するという他の大手私鉄では類例のない運営形態で知られていたが、該当する駅では京急ステーションサービスに所属する駅員が売店業務も兼務しており、京急ステーションサービス消滅後も、この運営形態は2020年の全店舗閉店まで続けられていた。

## 沿革
- 2001年（平成13年）6月16日 - 株式会社京急ステーションサービス（旧商号）を設立。駅運営受託業務を開始。
- 2005年（平成17年）7月1日
  - （新）株式会社京急ステーションサービスとして設立[1]。（旧）京急ステーションサービスから駅業務受託事業のみを承継。
  - （旧）京急ステーションサービスを、株式会社京急ステーションコマースへ商号変更。同社は駅売店・駅ナカ商業施設運営に専念。
- 2017年（平成29年）10月16日 - 親会社である京浜急行電鉄へ吸収合併[1][2]。

## 他の現業子会社
- 京急ファインテック（車両の保守・工事）
- 京急電機（電力設備の保守・工事）
- 京急建設（線路設備の保守・工事）